# 立川基地グローブマスター機墜落事故
座標: 北緯35度43分54.37秒 東経139度27分30.37秒 / 北緯35.7317694度 東経139.4584361度
立川基地グローブマスター機墜落事故（たちかわきちグローブマスターきついらくじこ）とは、1953年（昭和28年）6月18日に東京都立川市立川基地を飛び立った米軍大型輸送機グローブマスター（C-124）が、東京都北多摩郡小平町（現・小平市）に墜落し、乗員や米兵など129名全員が死亡した事故である。
また、人類の航空機史上初めて死亡者100名を超えた事故でもあった。

## 事故の概要
1953年（昭和28年）6月18日午後4時31分、立川基地よりC-124（シリアルナンバー：51-0137）が離陸した。日本で休暇を取っていた朝鮮戦争従軍兵士（陸軍・空軍）および乗員ら合計129名が乗っていた。事故当時の気象は雲高1,000フィート、所々に雲の切れ間があり、視界は1マイル、小雨模様で少し霧が掛かっており、好天とは言えないまでも米軍規則による「雲高250フィート以上、視界0.5マイル以上」の基準はクリアしていた。
離陸1分後、パイロットから立川基地の管制塔へ「エンジン1発が停止したので基地に戻る」との無線連絡があり、基地では即座に緊急着陸を受入れる準備を始めた。しかし、無線より2分後の午後4時34分、事故機は小平町小川1丁目の麦畑へ墜落、爆発炎上した。
目撃証言によれば、爆音が聞こえた後に大型機が低く垂れた雲を突き破って逆様に墜ちて来て、錐もみのように1回転したという。乗っていた129名全員が死亡した。また現場から100 mほど離れた場所で農作業をしていた52歳の農夫1名が火傷を負った。現場の地面が深くえぐれていること、機体破片は120 - 130 m四方の狭い範囲内に散乱していること、全員が即死もしくは直後に死亡していることなどから、事故機は地面に対して垂直に近い角度で突っ込んだと推測された。事故後直ぐに、日本の警察、消防、消防団、地元民達が駆けつけ周囲に倒れている米兵のうち息のある者を火災が及ばない場所まで移動させたが、全員が即死したという。その後、立川基地や横田基地から来た米軍が現場を封鎖、日本の警察は現場周りを警備するだけであった。犠牲者や機体破片は米軍の手により立川基地へ搬送された。

## 事故後
- 事故機は数日前に左側エンジンの気化器が故障・修理していたことが明らかとなり、この不具合に伴うエンジン停止が疑われた。
- 農作業用の小屋1棟が全壊、飛び散った燃料やオイル、消火用の薬剤、重機による整地作業で農地が使用出来なくなるなどの被害が出た。そのため、事故地点は農地から新東京自動車教習所となった。